# Robecq
Robecq (in Frans-Belgische grensstreek soms nog: Robeke) is een gemeente in het Franse departement Pas-de-Calais (regio Hauts-de-France). De plaats maakt deel uit van het arrondissement Béthune. Robecq telde op 1 januari 2022 1.320 inwoners.
Robeke mag niet worden verward met de stad en gemeente Roubaix, die in het Nederlands soms foutief ook Robeke of Roobeeke wordt genoemd.

## Geografie
De oppervlakte van Robecq bedroeg op 1 januari 2022 10,56 vierkante kilometer; de bevolkingsdichtheid was toen 125 inwoners per km².

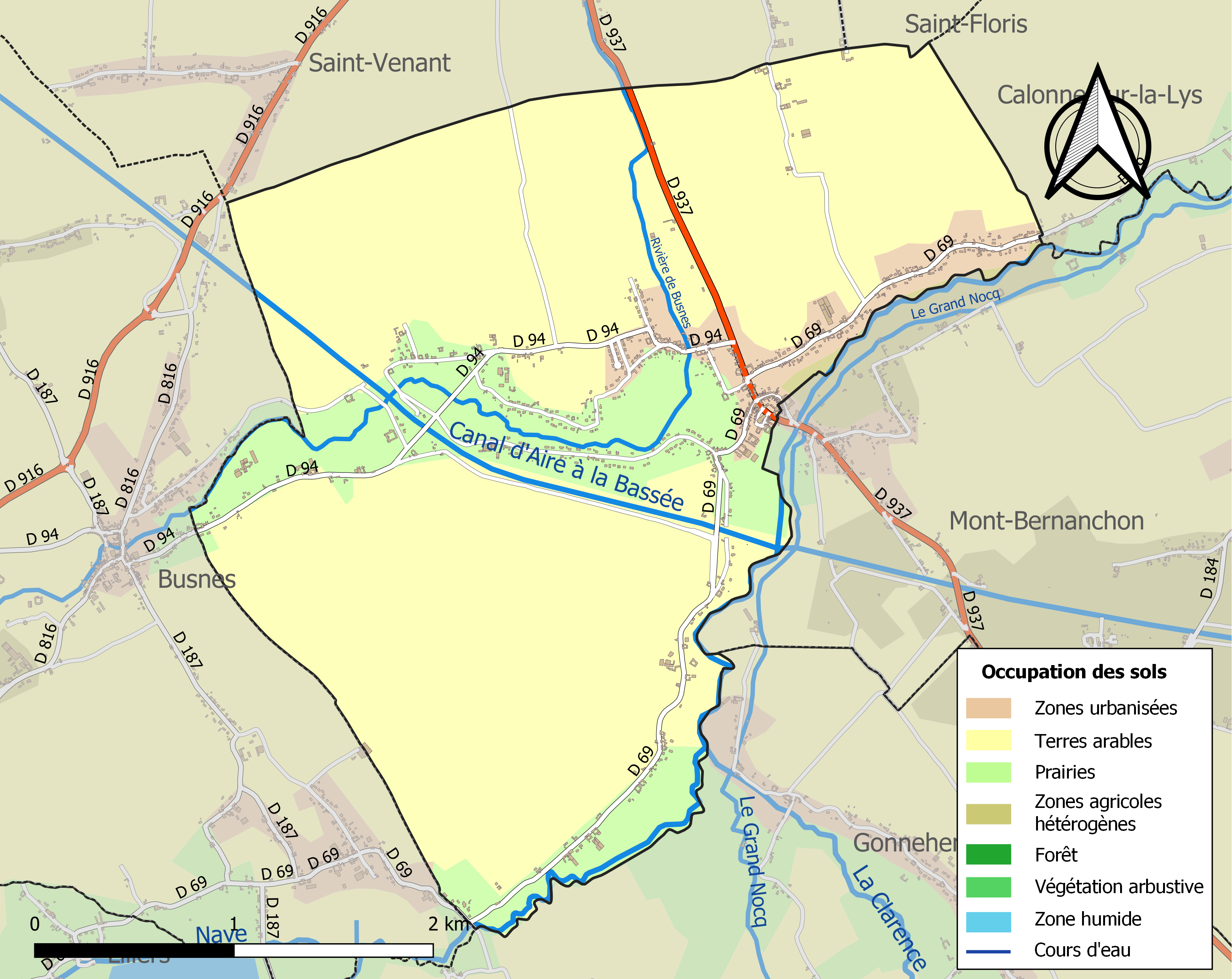
Kaart van de gemeente met belangrijkste infrastructuur, bodemgebruik en omliggende gemeenten

## Demografie
Onderstaande figuur toont het verloop van het inwonertal (bron: INSEE-tellingen).